# Clifford Dupont
Clifford Walter Dupont (Londres, 6 de diciembre de 1905 - Salisbury, 28 de junio de 1978) fue un político rodesiano que ocupó los puestos no reconocidos internacionalmente de Oficial Administrativo del Gobierno (de 1965 a 1970) y Presidente de Rodesia (de 1970 a 1976). Nacido en Londres y abogado de profesión, Dupont sirvió durante la Segunda Guerra Mundial como oficial de la Royal Artillery en el norte de África antes de visitar Rodesia del Sur en 1947. Regresó un año después, fundó un rancho y emigró a tiempo completo durante principios de la década de 1950, cuando el país se había convertido en un territorio de la Federación de Rodesia y Nyasalandia.
En 1964 asumió como Viceprimerministro de Rodesia del Sur, bajo el gobierno de Ian Smith.
Cuando el gobierno de Rodesia bajo Ian Smith emitió la Declaración Unilateral de Independencia de Rodesia el 11 de noviembre de 1965, Dupont, como vice primer ministro, fue el segundo en firmar. Smith intentó nombrar a Dupont como Gobernador general en lugar del gobernador designado por los británicos, Humphrey Gibbs, pero al fallar, lo convirtió en Oficial Administrativo del Gobierno. Ocupó este cargo hasta 1970, cuando se convirtió en Presidente de Rodesia tras la declaración de la república. Tras sufrir problemas de salud durante este último nombramiento, se jubiló en 1976 y falleció en 1978.